# Sarabamun (biskup)
Sarabamun (ur. 30 marca 1954) – duchowny Koptyjskiego Kościoła Ortodoksyjnego, od 1993 biskup Omdurmanu.

## Życiorys
15 grudnia 1985 przyjął stan mniszy. Święcenia kapłańskie przyjął 8 stycznia 1989. Sakrę biskupią otrzymał 14 listopada 1993.